# عقد 1050 ق م
عقد 1050 قبل الميلاد هو العقد الذي استمر من عام 1059 قبل الميلاد إلى عام 1050 قبل الميلاد.
| 1050 ق م \| 1051 ق م \| 1052 ق م \| 1053 ق م \| 1054 ق م \| 1055 ق م \| 1056 ق م \| 1057 ق م \| 1058 ق م \| 1059 ق م |

## الأحداث والاتجاهات
- 1057 قبل الميلاد بحسب يوسيفوس فلافيوس، انتهى بناء هيكل سليمان في 19 يناير. وهذا يسبق التقديرات العلمانية بأكثر من 120 عامًا ولا يعتبر موثوقًا أو دقيقًا.
- 1054 قبل الميلاد شمشي أداد الرابع، ابن تغلث فلاسر الأول، يغتصب العرش الآشوري من ابن أخيه إيريبا أدد الثاني.
- 1053 قبل الميلاد وفاة كانغ، ملك أسرة تشو في الصين القديمة. في سبتمبر، يحدث محاذاة الكواكب الخمسة.
- 1052 قبل الميلاد الملك تشاو يخلف كانغ.
- 1051 ق.م. شاول يصبح أول ملك لإسرائيل القديمة.
- 1050 ق.م. وفاة شمشي أدد الرابع؛ ابنه آشورنصربال الأول يخلفه كملك على آشور.
- 1050 قبل الميلاد الفلسطينيون يستولون على تابوت العهد من إسرائيل في المعركة. (التاريخ التقريبي)
- ج. 1050 قبل الميلاد نهاية عهد أسرة شانغ في الصين القديمة، وحلت محلها أسرة زو.
- ج. 1050 ق.م. بداية الفترة الهندسية البدائية في اليونان القديمة.

## أشخاص مهمين
- ولادة سمبار شيباك، ملك بابل (تاريخ تقريبي).
- ولادة إيشبوشث، ملك إسرائيل (تاريخ تقريبي).